# Centistes claripennis
Centistes claripennis är en stekelart som först beskrevs av William Harris Ashmead 1900.  Centistes claripennis ingår i släktet Centistes och familjen bracksteklar. Inga underarter finns listade.